# Open Parc Auvergne-Rhône-Alpes Lyon
L'Open Parc Auvergne-Rhône-Alpes Lyon è stato un torneo di tennis facente parte del ATP Tour 250 giocato a Lione, in Francia, su campi in terra rossa situati al Parc de la Tête d’Or, con il campo centrale all'interno del Vélodrome Georges Préveral che si trova all'interno del parco. Nel 2017 si è giocata la prima edizione. L'edizione del 2020 non viene disputata a causa della pandemia di COVID-19. Nel 2025 nell'ambito del progetto "OneVision" dell'ATP, che prevedeva la riduzione del numero di tornei ATP 250, la sua licenza è stata acquisita dal torneo di Monaco di Baviera per passare alla categoria superiore, ATP 500.

## Albo d'oro

### Singolare
| Anno | Vincitore                             | Finalista                             | Punteggio                             |
| ---- | ------------------------------------- | ------------------------------------- | ------------------------------------- |
| 2017 | Jo-Wilfried Tsonga                    | Tomáš Berdych                         | 7–6(2), 7–5                           |
| 2018 | Dominic Thiem                         | Gilles Simon                          | 3–6, 7–6(2), 6–1                      |
| 2019 | Benoît Paire                          | Félix Auger-Aliassime                 | 6–4, 6–3                              |
| 2020 | Annullato per pandemia di Coronavirus | Annullato per pandemia di Coronavirus | Annullato per pandemia di Coronavirus |
| 2021 | Stefanos Tsitsipas                    | Cameron Norrie                        | 6–3, 6–3                              |
| 2022 | Cameron Norrie                        | Alex Molčan                           | 6–3, 6(3)–7, 6–1                      |
| 2023 | Arthur Fils                           | Francisco Cerúndolo                   | 6–3, 7–5                              |
| 2024 | Giovanni Mpetshi Perricard            | Tomás Martín Etcheverry               | 6–4, 1–6, 7–6(7)                      |

### Doppio
| Anno | Vincitori                             | Finalisti                             | Punteggio                             |
| ---- | ------------------------------------- | ------------------------------------- | ------------------------------------- |
| 2017 | Andrés Molteni Adil Shamasdin         | Marcus Daniell Marcelo Demoliner      | 6–3, 3–6, [10–5]                      |
| 2018 | Nick Kyrgios Jack Sock                | Roman Jebavý Matwé Middelkoop         | 7–5, 2–6, [11–9]                      |
| 2019 | Ivan Dodig (1) Édouard Roger-Vasselin | Ken Skupski Neal Skupski              | 6–4, 6–3                              |
| 2020 | Annullato per pandemia di Coronavirus | Annullato per pandemia di Coronavirus | Annullato per pandemia di Coronavirus |
| 2021 | Hugo Nys Tim Pütz                     | Pierre-Hugues Herbert Nicolas Mahut   | 6–4, 5–7, [10–8]                      |
| 2022 | Ivan Dodig (2) Austin Krajicek        | Máximo González Marcelo Melo          | 6–3, 6–4                              |
| 2023 | Rajeev Ram Joe Salisbury              | Nicolas Mahut Matwé Middelkoop        | 6–0, 6–3                              |
| 2024 | Harri Heliövaara Henry Patten         | Yuki Bhambri Albano Olivetti          | 3–6, 7–6(4), [10–8]                   |